# 瑞芳神社
瑞芳神社是台灣日治時期位於瑞芳街的神社，設立於1936年，位於瑞芳車站西北側的山丘上，現址為臺灣新北市瑞芳區瑞芳高工。神社廢棄後，神社的一對狛犬安置在瑞芳龍巖宮，另外有一座石燈籠擺設在瑞芳車站後站。

## 歷史
瑞芳神社的社格屬無格社，位於臺北州基隆郡瑞芳街龍潭堵，於1936年7月10日鎮座。瑞芳神社的設立是因應台灣自1930年代開始的「一街庄一社」政策，期望以廣設神社達到強化社會教育的功能。瑞芳神社的隔壁在日治時期為瑞芳小學校，小學校在戰後廢校後改為瑞芳高工，後來瑞芳神社因瑞芳高工校地擴充所需而拆除。

## 社掌
- 1936年至1944年：大村榮之進[4]

## 圖片

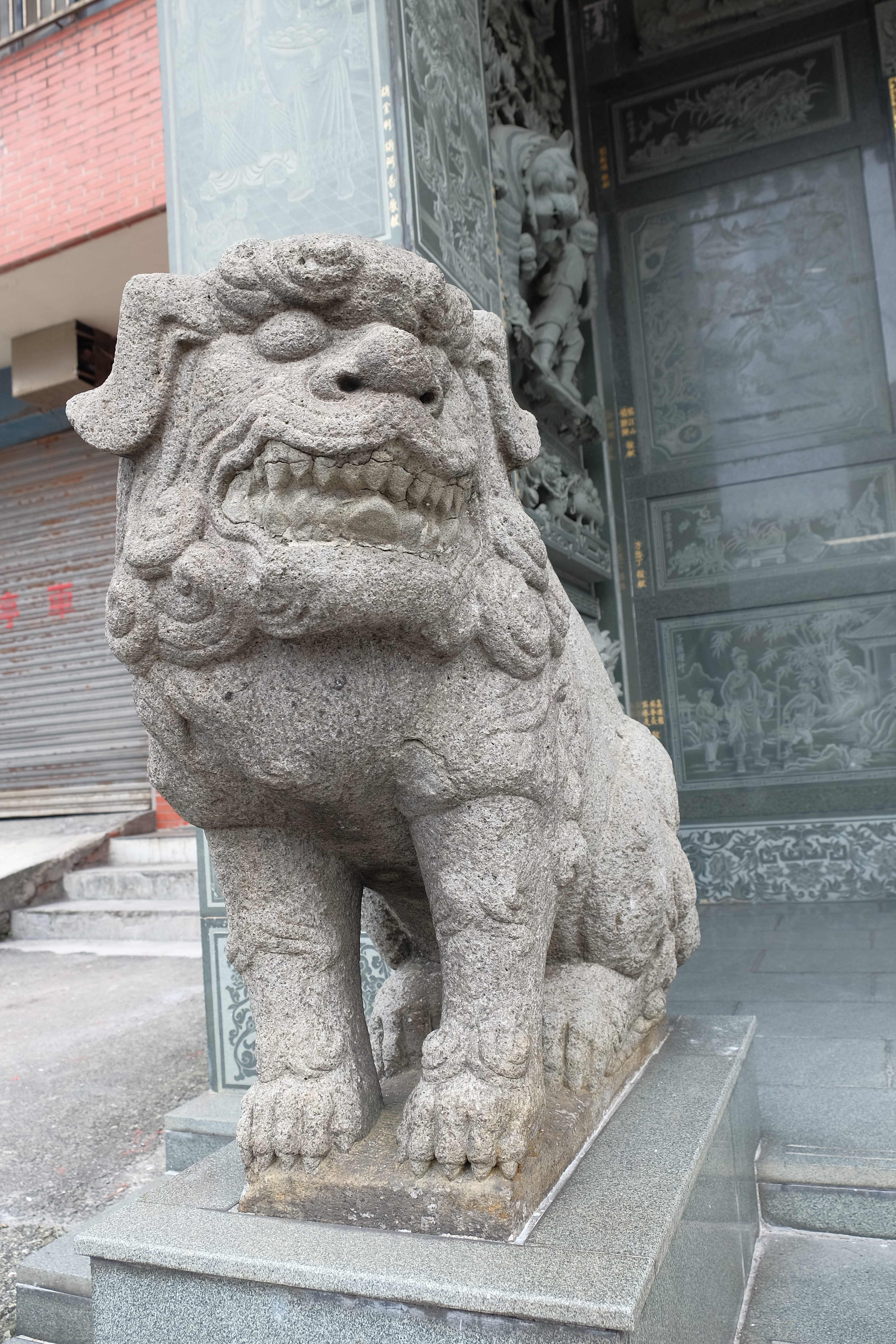
吽形狛犬
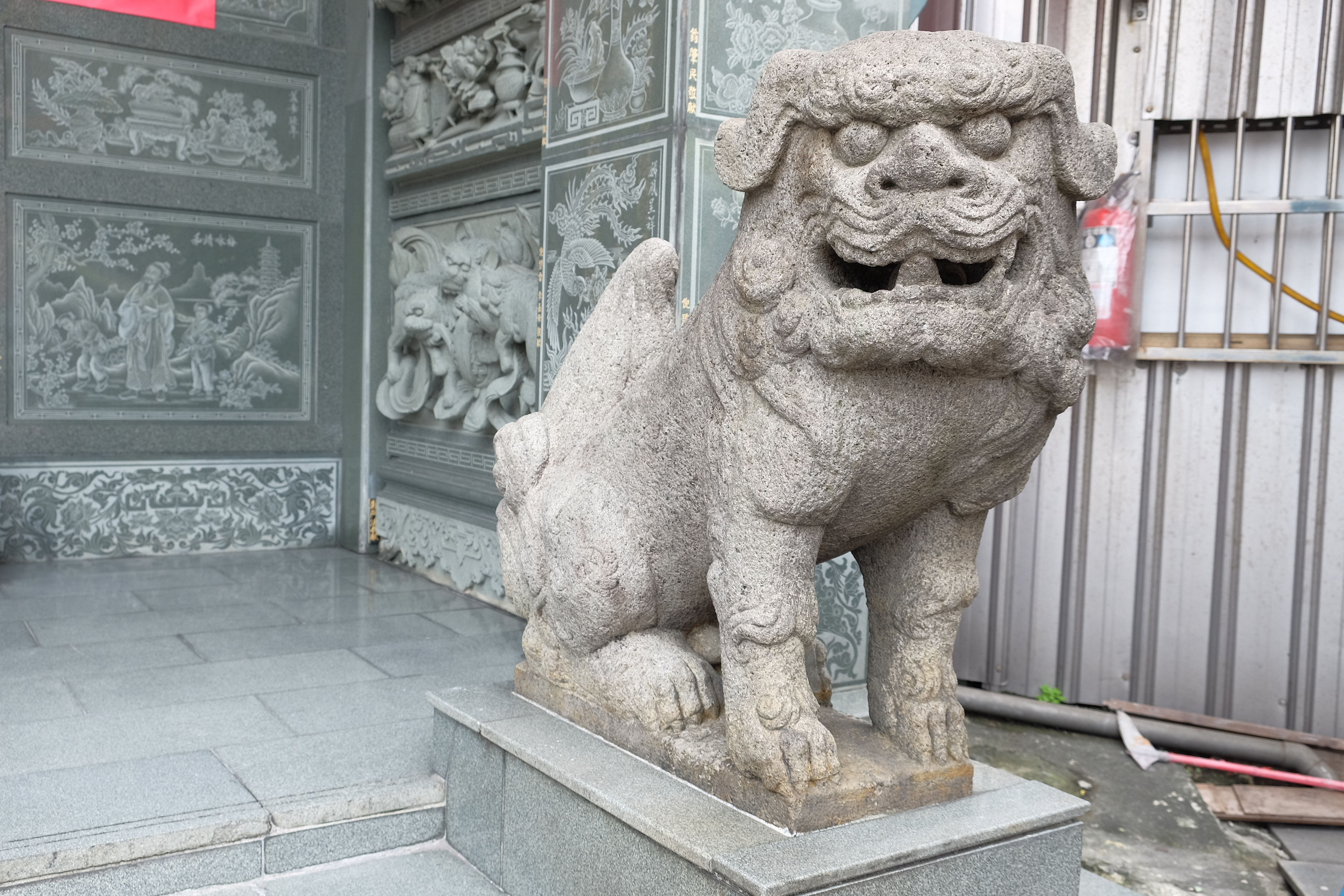
阿形狛犬
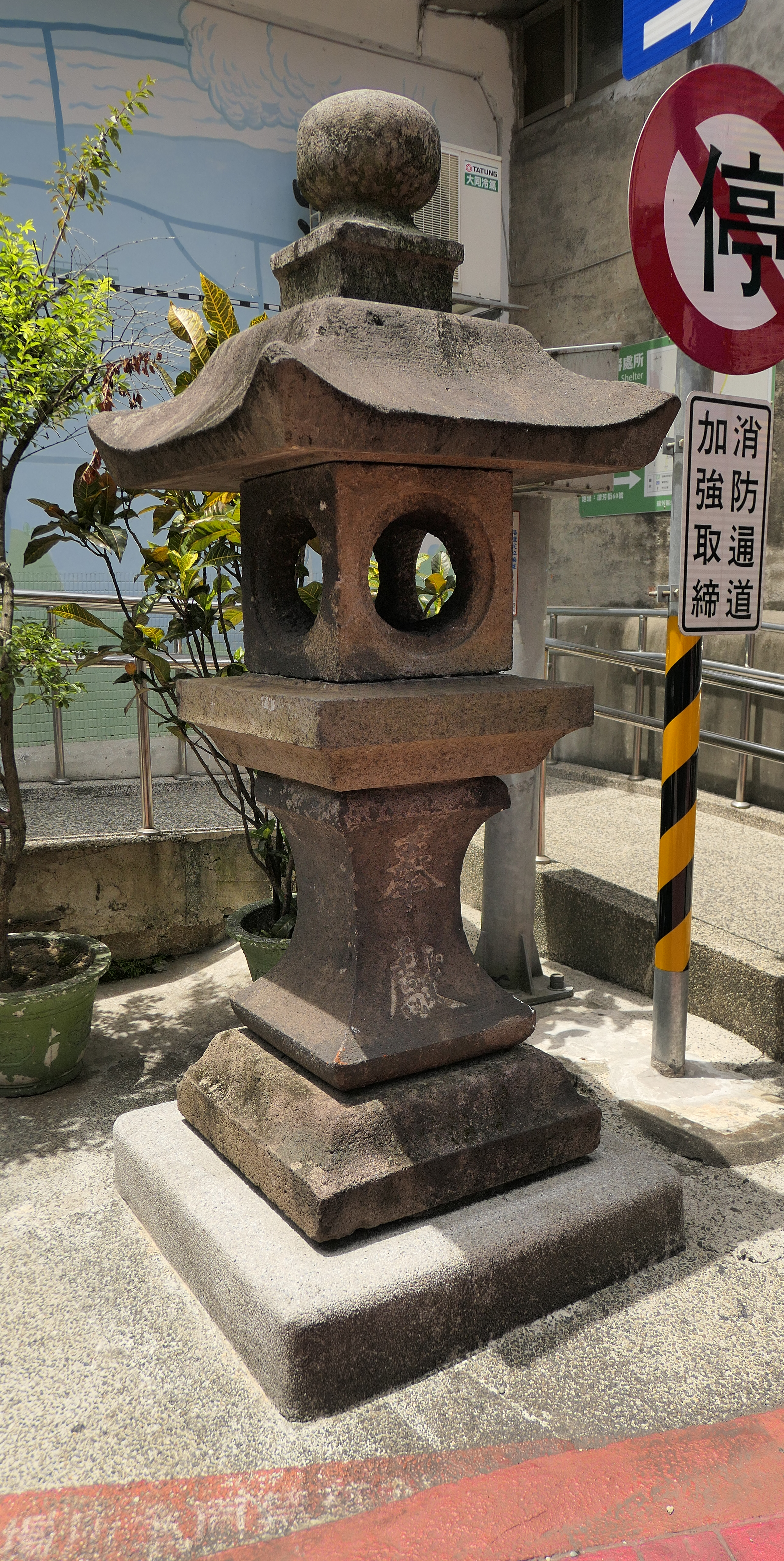
石燈籠